# Claudia Rivera Vivanco
Claudia Rivera Vivanco (Puebla de Zaragoza, Puebla; 27 de noviembre de 1983) es una economista y política mexicana. Fue presidente municipal de la Ciudad de Puebla desde el 15 de octubre de 2018 hasta el 14 de octubre de 2021, por la coalición «Juntos Haremos Historia» conformada por los partidos MORENA, el Partido del Trabajo y el Partido Encuentro Social.

## Infancia y vida personal
En su infancia vivió en el barrio de San Miguelito, en la casa de su abuelo Pascual Matamoros Martínez, al poniente de la  Ciudad de Puebla; es la mayor de seis hermanos. A la edad de 16 años, su padre Claudio Rivera falleció, a quien atribuyen su nombre.

## Preparación y vida profesional
Su formación básica la realizó en el Colegio Yermo y Parres, de ideología católica, y posteriormente ingresó a la  Preparatoria Emiliano Zapata, parte de la universidad pública del estado.
Obtuvo la licenciatura en Economía, por la Benemérita Universidad Autónoma de Puebla y es egresada de la Maestría en Desarrollo Regional Sustentable por el Colegio de Puebla A.C.
Aún como estudiante de licenciatura empieza a trabajar en el Instituto Nacional de Estadística y Geografía (INEGI), institución con la que siguió colaborando hasta el momento que se registró como candidata a la presidencia municipal de Puebla, en 2018.

## Trayectoria política
La trayectoria política de Claudia Rivera inició 3 años antes de convertirse en alcaldesa de la ciudad de Puebla. Fue consejera estatal y secretaria de Diversidad Sexual del Comité Directivo Estatal del Movimiento Regeneración Nacional (Morena), partido del cual es fundadora en el estado de Puebla.
Al ser militante activa de Morena desde sus inicios, su selección como candidata a la presidencia municipal fue considerada como una de las pocas excepciones en el proceso electoral de ese año, tanto a nivel nacional como local, ya que Morena se caracterizó por escoger a gente que originalmente pertenecía a otros institutos políticos.
La alcaldía de Puebla (octubre de 2018 a abril de 2021) es su primer puesto de elección popular. 
De sus resultados destaca la reducción en los índices de inseguridad en el municipio, favorecidos por el fortalecimiento de los cuerpos policiales. De seis sectores policiacos, se crearon diez. A cada comandancia agregó tres subalternos que mejoraron su la capacidad de reacción.
La Revista Alcaldes de México premió su administración por las Mejores Prácticas de Gobiernos Locales en Seguridad Pública, gracias a la acreditación de la Academia de Formación y Profesionalización Policial Municipal ante la Comisión de Acreditación de Agencias de Aplicación de la Ley, Inc., (CALEA por sus siglas en inglés).
También eliminó la deuda pública que el municipio arrastraba desde 2005. Con esto saneó las finanzas de la alcaldía e incluso dejó un remanente que permitió cubrir los gastos previstos para todo 2021, y generó un ahorro en pago de intereses de 100 millones de pesos.
Además, obtuvo el Primer Lugar en el Índice de Transparencia y Disponibilidad de la Información Fiscal de los Municipios que otorga la evaluadora ARegional, referente en la materia.

## Controversias
Entre los integrantes de Morena en Puebla fueron conocidas las fuertes diferencias entre la alcaldesa Claudia Rivera Vivanco y el entonces gobernador Miguel Barbosa.
En marzo del 2020, tuvieron un desencuentro debido a que el gobernador del Estado buscaba colocar en puestos clave para la seguridad a perfiles que estaban bajo investigación en Estados Unidos por su relación con el ex secretario de seguridad pública Genero García Luna.
Tras oponerse a las designaciones se generó un mayor distanciamiento entre ambos políticos que culminó en una a operación encabezada por el gobernador en contra de Claudia Rivera que la llevó a perder la reelección en 2021.
En febrero de 2022, Claudia Rivera fue señalada por el actual alcalde de Puebla, Eduardo Rivera, por irregularidades en su cuenta pública. De acuerdo con informes de la Auditoría Superior de la Federación, la administración municipal no comprobó el gasto de 12 millones 91 mil pesos, que presuntamente habían servido para la reactivación económica de juntas auxiliares de Puebla capital, la compra de vehículos para seguridad y pagos adelantados de obra pública. Hasta el momento no hay una determinación definitiva por parte de la autoridad, al respecto Rivera Vivanco mantiene su defensa.